# David de Gourie
David de Gourie (géorgien : დავით გურიელი, Davit' Gurieli; russe : Давид Мамиевич Гуриель, David Mamiyevich Guriel; 1818 – 23 août 1839) est un noble géorgien de la maison des Gouriel. Il fut le dernier prince titulaire de  Gourie du 24 novembre 1826 au 9 septembre 1829, mais il ne règne jamais véritablement du fait de son jeune âge et de l'occupation de sa principauté par l'Empire russe. Il  se réconcilie avec les Russes et revient de son exil dans l'Empire ottoman comme un simple citoyen en 1832. Il devient par la suite officier de l'armée impériale russe et sert dans la guerre du Caucase, où il meurt lors du siège d'Akhoulgo (en).

## Accession au trône et régence
David est le second enfant mais le seul fils né de l'union entre le Gouriel Mamia V, prince-régnant de Gourie, et son épouse la Princesse Sofia Tsulukidzé. Il naît en 1818, l'année où la Géorgie occidentale entre en rébellion contre l'Empire russe dont la principauté de Gourie est sujette depuis 1811. Mamia V conserve sa fidélité à la Russie lorsque la révolte éclate en Gourie en 1820, mais les combats et les destructions occasionnées à son pays le plongent dans une profonde dépression. Il meurt le 21 novembre, alors que David est âgé de 8 ans. Trois jours après la princesse douairière Sofia déclare son fils comme futur souverain et elle-même comme régente. Le vice roi russe, le général Alexis Iermolov, dénonce sa décision comme unilatérale et l'invalide jusqu'à ce quelle soit approuvée par un décret du gouvernement impérial. Ensuite sous la pression de Iermolov, Sofia doit partager le pouvoir avec un conseil de régence qu'elle préside mais qui est constitué par les chefs des principales familles nobles de Gourie.
Sofia, offensée et indignée par ce qu'elle considère comme une atteinte à l'autonomie de Gourie, entame des négociations secrètes avec le gouvernement [ottoman]. Elle a également  des contacts avec les exilés politiques gouriens qui s'étaient réfugiés dans le district de Kobuleti contrôlé par les Ottomans pendant la rébellion de 1820. Lorsque les empires russes et ottomans entrent en  guerre en avril 1828, les élites de Gourie se partagent sur la loyauté à adopter. Un petit groupe de voix, dirigé par Sofia et son principal conseiller, le prince David Machutadzé, prône une rupture avec la Russie,. Contrairement à l'Iméréthie et à Mingrélie, la Gourie n'a pas mobilisé de volontaires pour participer aux efforts de guerre russes pendant le siège de la forteresse ottomane de Poti, située immédiatement au nord de la Gourie. En outre, Sofie  expulsé un poste d'observation Mingrélien situé sur les rives du lac Paliastomi et le remplace par des patrouilles gouriennes plus importantes, ouvrant une ligne de communication avec Poti et provoquant le commandant en chef russe Ivan Paskevitch pour l'avertir des conséquences. Paskevitch reçoit bientôt des rapports selon lesquels Sofia avait placé clandestinement la Gouria sous le protectorat du sultan et qu'environ 10 000 soldats ottomans se rassemblent aux frontières avec Guria.

## Exil et déposition
La chute de Poti assiégée par les troupes russes et les revers ottomans dans le Caucase obligent la princesse Sofia à reculer et à écrire une lettre à Paskevitch, lui promettant de rassembler une force gourienne pour aider les Russes dans la conquête de Kobuleti et Batoumi. Paskevitch donna deux semaines à la régente pour remplir sa promesse et ordonne au général Karl Hesse d'intervenir en Gouria avec deux bataillons, officiellement pour la coopérer avec les forces gouriennes. Dans la nuit du 1er au 2 octobre 1828, Sofia, son fils David et sa fille aînée Ekaterina, accompagnés par des nobles loyaux, fuient de Gouria à Kobuleti. Les troupes russes occupèrent la Gourie, s'emparant des deux petites filles de Sofia au château des Gouriel de Likhauri, et repoussent une attaque du territoire par les ottomans sur la place forte frontalière de Saint-Nicolas, provoquant la fuite de Sofia de Kobuleti à Trabzon Sofia est déclarée destituée, ses propriétés confisquées, et une administration provisoire, composée de quatre princes gouriens et présidée par le colonel russe Kulyabka est mise en place pour administrer la principauté, nominalement, au nom du prince David.
Au printemps de 1829, Sofia, de sa retraite de  Kintrishi, à frontière de la Gourie,  publie des proclamations aux Gouriens les appelant à résister aux Russes et à défendre leur souverain légitime. Paskevitch lui envoie plusieurs lettres lui promettant l'amnistie pour elle et ses partisans et le respect des droits de David au titre princier, si elle rompt avec les Ottomans et retourne immédiatement en Gourie. En cas de refus, le Russe menace de prononcer la déchéance de David considéré comme "un traître". Les lettres de Paskevitch sont interceptées par les autorités ottomanes et n'arrivent jamais jusqu'à la  princesse. En même temps, le général Hesse prend Kintrishi le 9 août 1829. Sofia, David et leur suite s'enfuient à Trébizonde, où la princesse, épuisée et démoralisée, meurt le 7 septembre 1829 et est inhumée au monastère grec local. Le 9 septembre 1829, David est déclaré déchu et la Gourie est directement annexée à l'Empire russe,.

## Retour et mort
Le prince déchu et sa sœur aînée Ekaterine demeurent dans l'Empire ottoman sous la garde du prince Machutadzé. Le 25 janvier 1832, grâce à l'intercession du successeur de Paskevitch dans le Caucase, Grigori Vladimirovitch von Rosen, les exilés gouriens bénéficient de l'amnistie du tsar Nicolas Ier et sont autorisés à rejoindre leur patrie en tant que citoyens privés. Le 15 septembre 1832, ils débarquent au port de Saint-Nicolas de Gouria. Rosen est impressionné par les manières et les « qualités morales » de David. Le jeune Gouriel reçoit une pension à vie et est envoyé à Saint-Pétersbourg pour être enrôlé dans le Corps, où il  termine ses études en 1838. Il est commissionné comme cornet au régiment « Ataman Cossack de Tsesarevich » de la Garde impériale et envoyé pour combattre les montagnards du Caucase dirigés par Imam Chamil. Il est tué au combat le 23 août 1839,, pendant le siège d'Akhoulgo (en). Célibataire et sans issue, David est le dernier dans la lignée princière directe de la dynastie Gouriel,.